# 리베라시옹
리베라시옹(프랑스어: Libération)은 프랑스의 중도좌파 성향 일간지이다. 흔히 리베라고 불린다.

## 공동 경영
공식적으로 1968년 5월 혁명 당시에 발행된 동명의 학생 운동권 선전지를 기원으로 한다. 혁명을 계승하자는 목적에서 1973년 5월에 정식 창간되었으며 당시 발행인은 프랑스의 사상가 장 폴 사르트르, 편집장은 세르쥬 쥘리였다. 당시 사원들에 의한 노동자 경영 참여(공동경영)체계와 시민들의 신문 제작참여 방식이라는 진보적인 생각으로 프랑스 언론계의 관심을 끌었다. 1980년 경영 악화로 휴간했으나 1981년 외부 자본 유입으로 재창간되었다. 2007년에는 인터넷 판 리베라시옹을 개설하기도 했다. 현재 르몽드, 르 누벨 옵세르바퇴르과 더불어 프랑스의 권위있는 지성지로 일컬어진다.

## 같이 보기
- 프랑스 5월 혁명
- 르몽드
- 르 누벨 옵세르바퇴르
- 샤를리 에브도